# چتری برای دو نفر
چتری برای دو نفر فیلمی به کارگردانی احمد امینی، نویسندگی احمد امینی و اصغر عبداللهی و تهیه‌کنندگی غلامحسن بلوریان محصول سال ۱۳۷۹ است.

## خلاصه داستان
یاسمن پاکروان بدنبال ایجاد مزاحمت‌های مکرر همسر سابق خود به احسان دانشور وکیل مجرب مراجعه می‌کند. یاسمن در پی بالا گرفتن مزاحمت‌های همسرش با کمک گرفتن از احسان در منزل او ساکن می‌گردد و به تدریج به او علاقمند می‌شود و…

## جشنواره‌ها
فیلم چتری برای دو نفر در پنجمین دوره جشن خانه سینما (۱۳۸۰) حضور داشته‌است.